# Vera W. de Spinadel

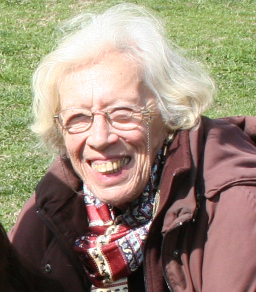
Vera W de Spinadel (2011)

Vera Martha Winitzky de Spinadel (* 22. August 1929; † 26. Januar 2017 in Buenos Aires, Argentinien) war eine argentinische Mathematikerin.

## Leben

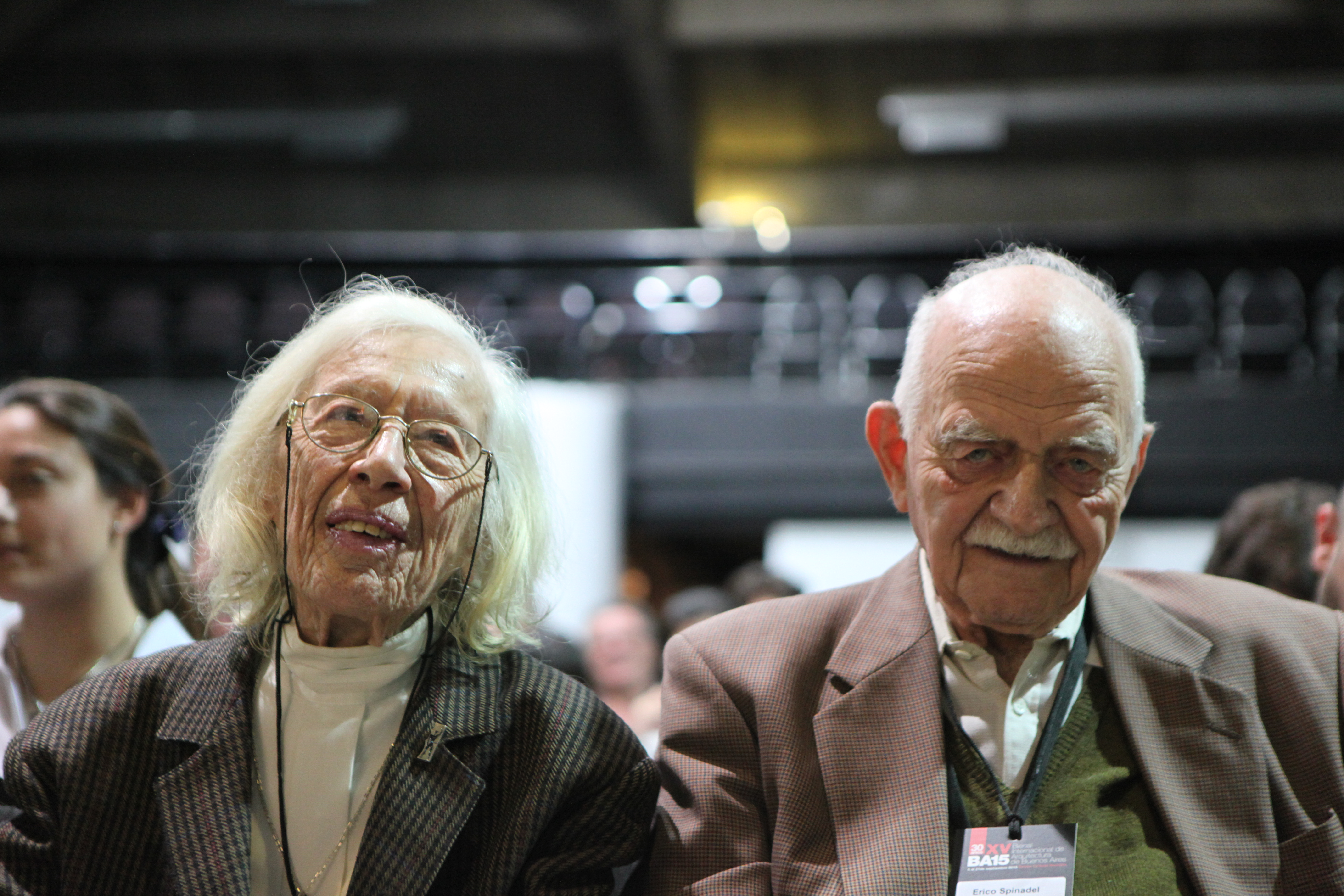
Vera W. de Spinadel und Erico Spinadel (2015)

Vera de Spinadel studierte an der Universität von Buenos Aires, erhielt 1952 ihr Lizenziat in Mathematik, absolvierte auch Kurse in Meteorologie und Reaktortechnik (1955) und wurde 1958 promoviert (als erste Frau in Mathematik an der Universität). Sie war dort ab 1952 Assistentin und lehrte ab 1957, zunächst als vorübergehende Adjunkt-Professorin und ab 1962 als reguläre Professorin mit wechselnden weiteren Professorenstellen. Ab 1982 war sie Mathematik-Professorin an der Fakultät für Architektur, Design und Stadtplanung der Universität von Buenos Aires und gleichzeitig an der Fakultät für exakte Wissenschaften. 2010 wurde sie emeritiert. Sie unterrichtete auch an der Universität Belgrano. Im Jahre 1995 wurde sie zur Direktorin des Zentrums für Mathematik und Design der Universität Buenos Aires ernannt.  Im April 2005 gründete de Spinadel das Labor für Mathematik & Design, am Universitätscampus in Buenos Aires. Von 1998 bis zu ihrem Tode war sie die Präsidentin des Internationalen Verbandes für Mathematik und Design. Alle drei Jahre organisierte der Verband internationale Kongresse und Tagungen und gab das Magazin Mathematik & Design heraus. De Spinadel war Autorin von zehn Büchern und publizierte mehr als 100 Forschungsreferate.
Sie befasste sich mit Mathematik und Design und verallgemeinerte den Goldenen Schnitt auf andere durch irrationale Zahlen gegebene Verhältnisse (von ihr mit den Namen anderer „metallischer“ Namensvarianten wie „Silber“ belegt) und wurde dafür international bekannt. Sie veröffentlichte Bücher über Chaostheorie und Fraktale.

## Bücher
- From the Golden Mean to Chaos. Editorial Nueva Librería, Buenos Aires, Argentina 1998.
- The Metallic Means and Design. Nexus II: Architecture and Mathematics. Editor: Kim Williams. Edizioni dell’Erba, 1998, ISBN 88-86888-13-9.
- Del Número de Oro al Caos. Editorial Nobuko S. A., 2003, ISBN 987-43-5890-4.
- mit Jorge G. Perera und Jorge H. Perera: Geometría Fractal. mit CD. Editorial Nobuko S. A., 2003, ISBN 987-1135-20-3.
- From the Golden Mean to Chaos. Editorial Nobuko S. A., 2004, ISBN 987-1135-48-3.
- mit Jorge G. Perera und Jorge H. Perera: Geometría Fractal. 2. Auflage. Editorial Nueva Librería, 2007, ISBN 978-987-1104-45-1.
- Cálculo Superior. 1. Auflage. Editorial Nueva Librería, 2009, ISBN 978-987-1104-72-7.
- From the Golden Mean to Chaos. 3. Auflage. Editorial Nueva Librería, 2010, ISBN 978-987-1104-83-3.
- Forma y matemática: La familia de Números Metálicos en Diseño. 1. Auflage. Nobuko. Ediciones FADU, Serie Difusión 22, Buenos Aires 2011, ISBN 978-987-584-319-6.
- Forma y matemática II: Fractales y forma. 1. Auflage. Nobuko. Ediciones FADU, Serie Difusión 24, Buenos Aires 2012, ISBN 978-987-584-448-3.

## Zeitschriftenaufsätze
- Sistemas Estructurados y Creatividad. In: Keynote Speaker Open Lecture for the International Mathematics & Design Conference MyD-95, 23.–27. Oktober 1995, FADU, Buenos Aires, Argentina. Proc. 1996, ISBN 950-29-0363-3.
- On Characterization of the Onset to Chaos. In: Chaos, Solitons and Fractals. 8 (10), 1997, S. 1631–1643.
- New Smarandache sequences. Proceedings of the First International Conference on Smarandache type Notions in Number Theory, ed. C. Dumitrescu & V. Seleacu, University of Craiova, 21.–24. August 1997, American Research Press, Lupton 1997, ISBN 1-879585-58-8, S. 81–116.
- Una nueva familia de números. In: Anales de la Sociedad Científica Argentina. 228 (1), 1998, S. 101–107.
- Triangulature in Andrea Palladio. Nexus Network Journal, Architecture and Mathematics
- A new family of irrational numbers with curious properties. In: Humanistic Mathematics Network Journal. 19, März 1999, S. 33–37, ISSN 1065-8297
- The Metallic Means family and multifractal spectra. In: Nonlinear Analysis. 36, 1999, S. 721–745.
- The Golden Mean and its many relatives. First Interdisciplinary Conference of The International Society of the Arts, Mathematics and Architecture ISAMA 99, San Sebastián, Spain, 7.–11. Juni 1999. Editors: Nathaniel A. Friedman and Javier Barrallo, ISBN 84-930669-0-7, S. 453–460.
- The family of Metallic Means. In: Visual Mathematics. I (3), 1999.
- The family of Metallic Means. In: Symmetry: Culture and Science. The Quarterly International Society for the Interdisciplinary Study of Symmetry (ISIS-Symmetry). 10 (3–4), 1999, S. 317–338.
- The metallic means family and multifractal spectra. In: Nonlinear Analysis. Band 36, 1999, S. 721–745.
- The Metallic Means family and Renormalization Group Techniques. In: Proceedings of the Steklov Institute of Mathematics. Suppl. 1, 2000, S. S194–S209.
- Fracciones continuas y la teoría de las proporciones de Palladio. ICVA Primer Congreso Virtual de Arquitectura, Dezember 1999 bis Januar 2000.
- Half-regular Continued Fraction Expansions and Design. In: Journal of Mathematics & Design. 1 (1), März 2001.

## Auszeichnungen
- Goldmedaille für 30 Jahre Lehre an der Universität Buenos Aires[9]